# Gowerite
La gowerite (simbolo IMA: Gow) è un minerale piuttosto raro della famiglia dei "borati" con composizione chimica Ca[B5O8(OH)][B(OH)3] • 3(H2O)

## Etimologia e storia
La gowerite prende il nome da Harrison Preston Gower (1890 – 1967), direttore minerario della "U.S. Borax and Chemical Company"; gli è stato dedicato il minerale per via del suo contributo agli studi scientifici sui depositi di borato nella Valle della Morte.

## Classificazione
Nella classica nona edizione della sistematica dei minerali di Strunz, aggiornata dall'Associazione Mineralogica Internazionale (IMA) fino al 2009, la gowerite è elencata nella classe "6. Borati" e da lì nella sottoclasse "6.E Pentaborati"; questa viene ancor più finemente suddivisa in base alla struttura del minerale, in modo da trovare la gowerite nella sezione "6.EC Fillo-pentaborati" dove è l'unico membro del sistema nº 6.EC.10.
Tale classificazione viene mantenuta anche nell'edizione successiva, proseguita dal database "mindat.org" e chiamata anche Classificazione Strunz-mindat.
Nella Sistematica dei lapis (Lapis-Systematik) di Stefan Weiß, la gowerite si trova nella classe dei "nitrati, carbonati e borati" e da lì nella sottoclasse dei "borati stratificati con blocchi di costruzione complessi [Bx(O,OH)y]" dove forma il sistema nº V/K.05 insieme a veatchite e volkovskite.
Anche nella classificazione dei minerali secondo Dana, usata principalmente nel mondo anglosassone, la gowerite si trova nella classe dei "carbonati, nitrati e borati" e in particolare tra i "borati idrati con idrossile o alogeno"; qui è nella sezione dei "pentaborati" dove forma il sistema nº 26.05.08 come unico membro.

## Abito cristallino
La gowerite cristallizza nel sistema monoclino con il gruppo spaziale P21/a con le costanti di reticolo a = 12,882 Å, b = 16,360 Å, c = 6,558 Å e β = 121,62°, oltre ad avere 4 unità di formula per cella unitaria.

## Origine e giacitura
La gowerite è un raro prodotto dell'alterazione di colemanite e priceite; è stata trovata in paragenesi con meyerhofferite, nobleite, idroboracite, ulexite, ginorite e gesso.
La gowerite è un minerale molto raro ed è stato trovato solo in pochi siti: la sua località tipo, ossia la concessione mineraria "Hard Scramble" (36.335°N 116.70278°W) nel distretto minerario di "Furnace Creek" nella contea di Inyo in California.
Sempre nella stessa contea si contano altri siti si contano altre miniere come quella di "Corkscrew Canyon" o le concessioni "Meridian" e "South Meridian".
La gowerite è stata trovata anche nella miniera "Santa Rosa" nel dipartimento di Susques in Argentina e nelle miniere "N'Chwaning" nella municipalità locale di Joe Morolong in Sudafrica.

## Forma in cui si presenta in natura
La gowerite si può presentare come cristalli prismatici o aciculari, striati e allungati lungo [001], di dimensioni fino a 1,5 mm, ma tipicamente forma cluster globulari di cristalli lamellari divergenti.
Il minerale è incolore, talvolta bianco, con lucentezza vitrea; il colore del suo striscio è bianco.